# Перетворення слабкого білого тема (шахи)
Слабке біле перетворення — тема в шаховій композиції. Суть теми — у варіантах розв'язку задачі білі пішаки, або один білий пішак перетворюється у слабкі фігури — туру, слона, коня.

## Історія
Ідея почала розроблятись в другій половині ХІХ століття. У розв'язку задачі виникають тематичні варіанти захисту чорних, в яких для досягнення мети білі після ходу пішака на восьму горизонталь, перетворюють його не у ферзя, а у слабші фігури — туру, коня чи слона. Від цього ідея дістала назву — тема слабкого білого перетворення. Ще існує в шаховій композиції — тема слабкого чорного перетворення, коли в тематичних захистах перетворюються на слабкі фігури чорні пішаки.
|   | a | b | c | d | e | f | g | h |   |
| 8 | a8 чорна тура · c8 чорний король · a7 чорний пішак · d7 біла тура · f7 білий король · a6 чорний слон · c6 білий пішак · f6 білий пішак · b5 чорний пішак · c5 біла тура · b4 білий пішак · d4 білий пішак · f4 білий слон · f3 чорна тура · g3 чорний пішак · g2 білий слон | a8 чорна тура · c8 чорний король · a7 чорний пішак · d7 біла тура · f7 білий король · a6 чорний слон · c6 білий пішак · f6 білий пішак · b5 чорний пішак · c5 біла тура · b4 білий пішак · d4 білий пішак · f4 білий слон · f3 чорна тура · g3 чорний пішак · g2 білий слон | a8 чорна тура · c8 чорний король · a7 чорний пішак · d7 біла тура · f7 білий король · a6 чорний слон · c6 білий пішак · f6 білий пішак · b5 чорний пішак · c5 біла тура · b4 білий пішак · d4 білий пішак · f4 білий слон · f3 чорна тура · g3 чорний пішак · g2 білий слон | a8 чорна тура · c8 чорний король · a7 чорний пішак · d7 біла тура · f7 білий король · a6 чорний слон · c6 білий пішак · f6 білий пішак · b5 чорний пішак · c5 біла тура · b4 білий пішак · d4 білий пішак · f4 білий слон · f3 чорна тура · g3 чорний пішак · g2 білий слон | a8 чорна тура · c8 чорний король · a7 чорний пішак · d7 біла тура · f7 білий король · a6 чорний слон · c6 білий пішак · f6 білий пішак · b5 чорний пішак · c5 біла тура · b4 білий пішак · d4 білий пішак · f4 білий слон · f3 чорна тура · g3 чорний пішак · g2 білий слон | a8 чорна тура · c8 чорний король · a7 чорний пішак · d7 біла тура · f7 білий король · a6 чорний слон · c6 білий пішак · f6 білий пішак · b5 чорний пішак · c5 біла тура · b4 білий пішак · d4 білий пішак · f4 білий слон · f3 чорна тура · g3 чорний пішак · g2 білий слон | a8 чорна тура · c8 чорний король · a7 чорний пішак · d7 біла тура · f7 білий король · a6 чорний слон · c6 білий пішак · f6 білий пішак · b5 чорний пішак · c5 біла тура · b4 білий пішак · d4 білий пішак · f4 білий слон · f3 чорна тура · g3 чорний пішак · g2 білий слон | a8 чорна тура · c8 чорний король · a7 чорний пішак · d7 біла тура · f7 білий король · a6 чорний слон · c6 білий пішак · f6 білий пішак · b5 чорний пішак · c5 біла тура · b4 білий пішак · d4 білий пішак · f4 білий слон · f3 чорна тура · g3 чорний пішак · g2 білий слон | 8 |
| 7 | a8 чорна тура · c8 чорний король · a7 чорний пішак · d7 біла тура · f7 білий король · a6 чорний слон · c6 білий пішак · f6 білий пішак · b5 чорний пішак · c5 біла тура · b4 білий пішак · d4 білий пішак · f4 білий слон · f3 чорна тура · g3 чорний пішак · g2 білий слон | a8 чорна тура · c8 чорний король · a7 чорний пішак · d7 біла тура · f7 білий король · a6 чорний слон · c6 білий пішак · f6 білий пішак · b5 чорний пішак · c5 біла тура · b4 білий пішак · d4 білий пішак · f4 білий слон · f3 чорна тура · g3 чорний пішак · g2 білий слон | a8 чорна тура · c8 чорний король · a7 чорний пішак · d7 біла тура · f7 білий король · a6 чорний слон · c6 білий пішак · f6 білий пішак · b5 чорний пішак · c5 біла тура · b4 білий пішак · d4 білий пішак · f4 білий слон · f3 чорна тура · g3 чорний пішак · g2 білий слон | a8 чорна тура · c8 чорний король · a7 чорний пішак · d7 біла тура · f7 білий король · a6 чорний слон · c6 білий пішак · f6 білий пішак · b5 чорний пішак · c5 біла тура · b4 білий пішак · d4 білий пішак · f4 білий слон · f3 чорна тура · g3 чорний пішак · g2 білий слон | a8 чорна тура · c8 чорний король · a7 чорний пішак · d7 біла тура · f7 білий король · a6 чорний слон · c6 білий пішак · f6 білий пішак · b5 чорний пішак · c5 біла тура · b4 білий пішак · d4 білий пішак · f4 білий слон · f3 чорна тура · g3 чорний пішак · g2 білий слон | a8 чорна тура · c8 чорний король · a7 чорний пішак · d7 біла тура · f7 білий король · a6 чорний слон · c6 білий пішак · f6 білий пішак · b5 чорний пішак · c5 біла тура · b4 білий пішак · d4 білий пішак · f4 білий слон · f3 чорна тура · g3 чорний пішак · g2 білий слон | a8 чорна тура · c8 чорний король · a7 чорний пішак · d7 біла тура · f7 білий король · a6 чорний слон · c6 білий пішак · f6 білий пішак · b5 чорний пішак · c5 біла тура · b4 білий пішак · d4 білий пішак · f4 білий слон · f3 чорна тура · g3 чорний пішак · g2 білий слон | a8 чорна тура · c8 чорний король · a7 чорний пішак · d7 біла тура · f7 білий король · a6 чорний слон · c6 білий пішак · f6 білий пішак · b5 чорний пішак · c5 біла тура · b4 білий пішак · d4 білий пішак · f4 білий слон · f3 чорна тура · g3 чорний пішак · g2 білий слон | 7 |
| 6 | a8 чорна тура · c8 чорний король · a7 чорний пішак · d7 біла тура · f7 білий король · a6 чорний слон · c6 білий пішак · f6 білий пішак · b5 чорний пішак · c5 біла тура · b4 білий пішак · d4 білий пішак · f4 білий слон · f3 чорна тура · g3 чорний пішак · g2 білий слон | a8 чорна тура · c8 чорний король · a7 чорний пішак · d7 біла тура · f7 білий король · a6 чорний слон · c6 білий пішак · f6 білий пішак · b5 чорний пішак · c5 біла тура · b4 білий пішак · d4 білий пішак · f4 білий слон · f3 чорна тура · g3 чорний пішак · g2 білий слон | a8 чорна тура · c8 чорний король · a7 чорний пішак · d7 біла тура · f7 білий король · a6 чорний слон · c6 білий пішак · f6 білий пішак · b5 чорний пішак · c5 біла тура · b4 білий пішак · d4 білий пішак · f4 білий слон · f3 чорна тура · g3 чорний пішак · g2 білий слон | a8 чорна тура · c8 чорний король · a7 чорний пішак · d7 біла тура · f7 білий король · a6 чорний слон · c6 білий пішак · f6 білий пішак · b5 чорний пішак · c5 біла тура · b4 білий пішак · d4 білий пішак · f4 білий слон · f3 чорна тура · g3 чорний пішак · g2 білий слон | a8 чорна тура · c8 чорний король · a7 чорний пішак · d7 біла тура · f7 білий король · a6 чорний слон · c6 білий пішак · f6 білий пішак · b5 чорний пішак · c5 біла тура · b4 білий пішак · d4 білий пішак · f4 білий слон · f3 чорна тура · g3 чорний пішак · g2 білий слон | a8 чорна тура · c8 чорний король · a7 чорний пішак · d7 біла тура · f7 білий король · a6 чорний слон · c6 білий пішак · f6 білий пішак · b5 чорний пішак · c5 біла тура · b4 білий пішак · d4 білий пішак · f4 білий слон · f3 чорна тура · g3 чорний пішак · g2 білий слон | a8 чорна тура · c8 чорний король · a7 чорний пішак · d7 біла тура · f7 білий король · a6 чорний слон · c6 білий пішак · f6 білий пішак · b5 чорний пішак · c5 біла тура · b4 білий пішак · d4 білий пішак · f4 білий слон · f3 чорна тура · g3 чорний пішак · g2 білий слон | a8 чорна тура · c8 чорний король · a7 чорний пішак · d7 біла тура · f7 білий король · a6 чорний слон · c6 білий пішак · f6 білий пішак · b5 чорний пішак · c5 біла тура · b4 білий пішак · d4 білий пішак · f4 білий слон · f3 чорна тура · g3 чорний пішак · g2 білий слон | 6 |
| 5 | a8 чорна тура · c8 чорний король · a7 чорний пішак · d7 біла тура · f7 білий король · a6 чорний слон · c6 білий пішак · f6 білий пішак · b5 чорний пішак · c5 біла тура · b4 білий пішак · d4 білий пішак · f4 білий слон · f3 чорна тура · g3 чорний пішак · g2 білий слон | a8 чорна тура · c8 чорний король · a7 чорний пішак · d7 біла тура · f7 білий король · a6 чорний слон · c6 білий пішак · f6 білий пішак · b5 чорний пішак · c5 біла тура · b4 білий пішак · d4 білий пішак · f4 білий слон · f3 чорна тура · g3 чорний пішак · g2 білий слон | a8 чорна тура · c8 чорний король · a7 чорний пішак · d7 біла тура · f7 білий король · a6 чорний слон · c6 білий пішак · f6 білий пішак · b5 чорний пішак · c5 біла тура · b4 білий пішак · d4 білий пішак · f4 білий слон · f3 чорна тура · g3 чорний пішак · g2 білий слон | a8 чорна тура · c8 чорний король · a7 чорний пішак · d7 біла тура · f7 білий король · a6 чорний слон · c6 білий пішак · f6 білий пішак · b5 чорний пішак · c5 біла тура · b4 білий пішак · d4 білий пішак · f4 білий слон · f3 чорна тура · g3 чорний пішак · g2 білий слон | a8 чорна тура · c8 чорний король · a7 чорний пішак · d7 біла тура · f7 білий король · a6 чорний слон · c6 білий пішак · f6 білий пішак · b5 чорний пішак · c5 біла тура · b4 білий пішак · d4 білий пішак · f4 білий слон · f3 чорна тура · g3 чорний пішак · g2 білий слон | a8 чорна тура · c8 чорний король · a7 чорний пішак · d7 біла тура · f7 білий король · a6 чорний слон · c6 білий пішак · f6 білий пішак · b5 чорний пішак · c5 біла тура · b4 білий пішак · d4 білий пішак · f4 білий слон · f3 чорна тура · g3 чорний пішак · g2 білий слон | a8 чорна тура · c8 чорний король · a7 чорний пішак · d7 біла тура · f7 білий король · a6 чорний слон · c6 білий пішак · f6 білий пішак · b5 чорний пішак · c5 біла тура · b4 білий пішак · d4 білий пішак · f4 білий слон · f3 чорна тура · g3 чорний пішак · g2 білий слон | a8 чорна тура · c8 чорний король · a7 чорний пішак · d7 біла тура · f7 білий король · a6 чорний слон · c6 білий пішак · f6 білий пішак · b5 чорний пішак · c5 біла тура · b4 білий пішак · d4 білий пішак · f4 білий слон · f3 чорна тура · g3 чорний пішак · g2 білий слон | 5 |
| 4 | a8 чорна тура · c8 чорний король · a7 чорний пішак · d7 біла тура · f7 білий король · a6 чорний слон · c6 білий пішак · f6 білий пішак · b5 чорний пішак · c5 біла тура · b4 білий пішак · d4 білий пішак · f4 білий слон · f3 чорна тура · g3 чорний пішак · g2 білий слон | a8 чорна тура · c8 чорний король · a7 чорний пішак · d7 біла тура · f7 білий король · a6 чорний слон · c6 білий пішак · f6 білий пішак · b5 чорний пішак · c5 біла тура · b4 білий пішак · d4 білий пішак · f4 білий слон · f3 чорна тура · g3 чорний пішак · g2 білий слон | a8 чорна тура · c8 чорний король · a7 чорний пішак · d7 біла тура · f7 білий король · a6 чорний слон · c6 білий пішак · f6 білий пішак · b5 чорний пішак · c5 біла тура · b4 білий пішак · d4 білий пішак · f4 білий слон · f3 чорна тура · g3 чорний пішак · g2 білий слон | a8 чорна тура · c8 чорний король · a7 чорний пішак · d7 біла тура · f7 білий король · a6 чорний слон · c6 білий пішак · f6 білий пішак · b5 чорний пішак · c5 біла тура · b4 білий пішак · d4 білий пішак · f4 білий слон · f3 чорна тура · g3 чорний пішак · g2 білий слон | a8 чорна тура · c8 чорний король · a7 чорний пішак · d7 біла тура · f7 білий король · a6 чорний слон · c6 білий пішак · f6 білий пішак · b5 чорний пішак · c5 біла тура · b4 білий пішак · d4 білий пішак · f4 білий слон · f3 чорна тура · g3 чорний пішак · g2 білий слон | a8 чорна тура · c8 чорний король · a7 чорний пішак · d7 біла тура · f7 білий король · a6 чорний слон · c6 білий пішак · f6 білий пішак · b5 чорний пішак · c5 біла тура · b4 білий пішак · d4 білий пішак · f4 білий слон · f3 чорна тура · g3 чорний пішак · g2 білий слон | a8 чорна тура · c8 чорний король · a7 чорний пішак · d7 біла тура · f7 білий король · a6 чорний слон · c6 білий пішак · f6 білий пішак · b5 чорний пішак · c5 біла тура · b4 білий пішак · d4 білий пішак · f4 білий слон · f3 чорна тура · g3 чорний пішак · g2 білий слон | a8 чорна тура · c8 чорний король · a7 чорний пішак · d7 біла тура · f7 білий король · a6 чорний слон · c6 білий пішак · f6 білий пішак · b5 чорний пішак · c5 біла тура · b4 білий пішак · d4 білий пішак · f4 білий слон · f3 чорна тура · g3 чорний пішак · g2 білий слон | 4 |
| 3 | a8 чорна тура · c8 чорний король · a7 чорний пішак · d7 біла тура · f7 білий король · a6 чорний слон · c6 білий пішак · f6 білий пішак · b5 чорний пішак · c5 біла тура · b4 білий пішак · d4 білий пішак · f4 білий слон · f3 чорна тура · g3 чорний пішак · g2 білий слон | a8 чорна тура · c8 чорний король · a7 чорний пішак · d7 біла тура · f7 білий король · a6 чорний слон · c6 білий пішак · f6 білий пішак · b5 чорний пішак · c5 біла тура · b4 білий пішак · d4 білий пішак · f4 білий слон · f3 чорна тура · g3 чорний пішак · g2 білий слон | a8 чорна тура · c8 чорний король · a7 чорний пішак · d7 біла тура · f7 білий король · a6 чорний слон · c6 білий пішак · f6 білий пішак · b5 чорний пішак · c5 біла тура · b4 білий пішак · d4 білий пішак · f4 білий слон · f3 чорна тура · g3 чорний пішак · g2 білий слон | a8 чорна тура · c8 чорний король · a7 чорний пішак · d7 біла тура · f7 білий король · a6 чорний слон · c6 білий пішак · f6 білий пішак · b5 чорний пішак · c5 біла тура · b4 білий пішак · d4 білий пішак · f4 білий слон · f3 чорна тура · g3 чорний пішак · g2 білий слон | a8 чорна тура · c8 чорний король · a7 чорний пішак · d7 біла тура · f7 білий король · a6 чорний слон · c6 білий пішак · f6 білий пішак · b5 чорний пішак · c5 біла тура · b4 білий пішак · d4 білий пішак · f4 білий слон · f3 чорна тура · g3 чорний пішак · g2 білий слон | a8 чорна тура · c8 чорний король · a7 чорний пішак · d7 біла тура · f7 білий король · a6 чорний слон · c6 білий пішак · f6 білий пішак · b5 чорний пішак · c5 біла тура · b4 білий пішак · d4 білий пішак · f4 білий слон · f3 чорна тура · g3 чорний пішак · g2 білий слон | a8 чорна тура · c8 чорний король · a7 чорний пішак · d7 біла тура · f7 білий король · a6 чорний слон · c6 білий пішак · f6 білий пішак · b5 чорний пішак · c5 біла тура · b4 білий пішак · d4 білий пішак · f4 білий слон · f3 чорна тура · g3 чорний пішак · g2 білий слон | a8 чорна тура · c8 чорний король · a7 чорний пішак · d7 біла тура · f7 білий король · a6 чорний слон · c6 білий пішак · f6 білий пішак · b5 чорний пішак · c5 біла тура · b4 білий пішак · d4 білий пішак · f4 білий слон · f3 чорна тура · g3 чорний пішак · g2 білий слон | 3 |
| 2 | a8 чорна тура · c8 чорний король · a7 чорний пішак · d7 біла тура · f7 білий король · a6 чорний слон · c6 білий пішак · f6 білий пішак · b5 чорний пішак · c5 біла тура · b4 білий пішак · d4 білий пішак · f4 білий слон · f3 чорна тура · g3 чорний пішак · g2 білий слон | a8 чорна тура · c8 чорний король · a7 чорний пішак · d7 біла тура · f7 білий король · a6 чорний слон · c6 білий пішак · f6 білий пішак · b5 чорний пішак · c5 біла тура · b4 білий пішак · d4 білий пішак · f4 білий слон · f3 чорна тура · g3 чорний пішак · g2 білий слон | a8 чорна тура · c8 чорний король · a7 чорний пішак · d7 біла тура · f7 білий король · a6 чорний слон · c6 білий пішак · f6 білий пішак · b5 чорний пішак · c5 біла тура · b4 білий пішак · d4 білий пішак · f4 білий слон · f3 чорна тура · g3 чорний пішак · g2 білий слон | a8 чорна тура · c8 чорний король · a7 чорний пішак · d7 біла тура · f7 білий король · a6 чорний слон · c6 білий пішак · f6 білий пішак · b5 чорний пішак · c5 біла тура · b4 білий пішак · d4 білий пішак · f4 білий слон · f3 чорна тура · g3 чорний пішак · g2 білий слон | a8 чорна тура · c8 чорний король · a7 чорний пішак · d7 біла тура · f7 білий король · a6 чорний слон · c6 білий пішак · f6 білий пішак · b5 чорний пішак · c5 біла тура · b4 білий пішак · d4 білий пішак · f4 білий слон · f3 чорна тура · g3 чорний пішак · g2 білий слон | a8 чорна тура · c8 чорний король · a7 чорний пішак · d7 біла тура · f7 білий король · a6 чорний слон · c6 білий пішак · f6 білий пішак · b5 чорний пішак · c5 біла тура · b4 білий пішак · d4 білий пішак · f4 білий слон · f3 чорна тура · g3 чорний пішак · g2 білий слон | a8 чорна тура · c8 чорний король · a7 чорний пішак · d7 біла тура · f7 білий король · a6 чорний слон · c6 білий пішак · f6 білий пішак · b5 чорний пішак · c5 біла тура · b4 білий пішак · d4 білий пішак · f4 білий слон · f3 чорна тура · g3 чорний пішак · g2 білий слон | a8 чорна тура · c8 чорний король · a7 чорний пішак · d7 біла тура · f7 білий король · a6 чорний слон · c6 білий пішак · f6 білий пішак · b5 чорний пішак · c5 біла тура · b4 білий пішак · d4 білий пішак · f4 білий слон · f3 чорна тура · g3 чорний пішак · g2 білий слон | 2 |
| 1 | a8 чорна тура · c8 чорний король · a7 чорний пішак · d7 біла тура · f7 білий король · a6 чорний слон · c6 білий пішак · f6 білий пішак · b5 чорний пішак · c5 біла тура · b4 білий пішак · d4 білий пішак · f4 білий слон · f3 чорна тура · g3 чорний пішак · g2 білий слон | a8 чорна тура · c8 чорний король · a7 чорний пішак · d7 біла тура · f7 білий король · a6 чорний слон · c6 білий пішак · f6 білий пішак · b5 чорний пішак · c5 біла тура · b4 білий пішак · d4 білий пішак · f4 білий слон · f3 чорна тура · g3 чорний пішак · g2 білий слон | a8 чорна тура · c8 чорний король · a7 чорний пішак · d7 біла тура · f7 білий король · a6 чорний слон · c6 білий пішак · f6 білий пішак · b5 чорний пішак · c5 біла тура · b4 білий пішак · d4 білий пішак · f4 білий слон · f3 чорна тура · g3 чорний пішак · g2 білий слон | a8 чорна тура · c8 чорний король · a7 чорний пішак · d7 біла тура · f7 білий король · a6 чорний слон · c6 білий пішак · f6 білий пішак · b5 чорний пішак · c5 біла тура · b4 білий пішак · d4 білий пішак · f4 білий слон · f3 чорна тура · g3 чорний пішак · g2 білий слон | a8 чорна тура · c8 чорний король · a7 чорний пішак · d7 біла тура · f7 білий король · a6 чорний слон · c6 білий пішак · f6 білий пішак · b5 чорний пішак · c5 біла тура · b4 білий пішак · d4 білий пішак · f4 білий слон · f3 чорна тура · g3 чорний пішак · g2 білий слон | a8 чорна тура · c8 чорний король · a7 чорний пішак · d7 біла тура · f7 білий король · a6 чорний слон · c6 білий пішак · f6 білий пішак · b5 чорний пішак · c5 біла тура · b4 білий пішак · d4 білий пішак · f4 білий слон · f3 чорна тура · g3 чорний пішак · g2 білий слон | a8 чорна тура · c8 чорний король · a7 чорний пішак · d7 біла тура · f7 білий король · a6 чорний слон · c6 білий пішак · f6 білий пішак · b5 чорний пішак · c5 біла тура · b4 білий пішак · d4 білий пішак · f4 білий слон · f3 чорна тура · g3 чорний пішак · g2 білий слон | a8 чорна тура · c8 чорний король · a7 чорний пішак · d7 біла тура · f7 білий король · a6 чорний слон · c6 білий пішак · f6 білий пішак · b5 чорний пішак · c5 біла тура · b4 білий пішак · d4 білий пішак · f4 білий слон · f3 чорна тура · g3 чорний пішак · g2 білий слон | 1 |
|   | a | b | c | d | e | f | g | h |   |

1. c7! ~ Zz
1. ... Kb7 2. c8S!#
1. ... Tb8 2. cbS!#
- — - — - — -
1. ... K:d7 2. Lh3#
1. ... Lb7 2. Td8#